# Yılmaz Özlem
Yılmaz Özlem (* 1. Juni 1972 in Bulgarien) ist ein ehemaliger türkischer Fußballspieler und jetziger Fußballtrainer.

## Spielerkarriere
Özlem begann mit dem Vereinsfußball in der Jugend von Bursa Merinosspor und wurde, mit einem Profivertrag versehen, 1991 in den Profikader involviert. Hier kam er in seiner ersten Saison, der Spielzeit 1991/92, zu 34 Ligaeinsätzen. Zur nächsten Spielzeit wechselte er zu İnegölspor und spielte hier zwei Jahre lang.
Im Sommer 1994 wurde sein Wechsel zum Erstligisten Gaziantepspor bekanntgegeben. Hier erlebte er eine durchwachsene Spielzeit und wurde zum Saisonende an den Zweitligisten Adana Demirspor abgegeben. Bei diesem Verein erkämpfte er sich einen Stammplatz und spielte nachfolgend zwei Spielzeiten für diesen Verein.
Zur Saison 1997/98 wechselte er zum Erstligisten MKE Ankaragücü. Hier etablierte er sich schnell als Leistungsträger und behielt diese Rolle in seiner achtjährigen Tätigkeit für diesen Verein. Infolge dieser langen Wirkungsperiode wird er von Fan- und Vereinsseite her als einer der wichtigen Spieler der Vereinsgeschichte Ankaragücüs erachtet.
Zum Frühjahr 2005 wechselte er zum Zweitligisten Manisaspor. Mit diesem Verein erreichte er zum Saisonende die Meisterschaft der TFF 1. Lig und damit den direkten Aufstieg in die Süper Lig. Nachdem er die Saison 2006/07 für Manisaspor in der Süper Lig gespielt hatte, verließ er den Verein.
Die nachfolgenden Jahre spielte er bei diversen Vereinen der TFF 1. Lig und der TFF 2. Lig. Im Sommer 2011 beendete er seine aktive Laufbahn.

## Trainerkarriere
Nach seiner aktiven Laufbahn entschied er sich, Fußballtrainer zu werden. Als erste Tätigkeit übernahm er im Frühjahr 2012 den Co-Trainerposten bei Boluspor. 
Zur Saison 2012/13 wurde bekannt gegeben, dass er den Cheftrainerposten beim Süper-Lig-Absteiger MKE Ankaragücü übernommen hat. Nach dem 11. Spieltag gab er seinen Rücktritt bekannt. Wenige Tage nach diesem Rücktritt wurde Mustafa Kaplan als sein Nachfolger vorgestellt.
Am 21. September 2013 wurde er beim Zweitligisten Kahramanmaraşspor als Cheftrainer eingestellt. Bereits nach dem 13. Spieltag trat er von seinem Amt zurück.